# DA・KA・RA
「DA・KA・RA」（ダ・カ・ラ）は、1992年9月23日にリリースされた大黒摩季の2枚目のシングル。CDコードはTODT-2921。発売元がB-Gram RECORDSに移ってからはBGDH-1027。制作はビーイング。

## 概要
自身初のCMタイアップ曲。映画『ターミネーター2』のジョン・コナー役のエドワード・ファーロングと「国民的美少女コンテスト」グランプリ受賞者としてまだ新人だった今村雅美が共演したマルちゃん・ホットヌードルのCMソング。
本作とCM両方とも話題となり、いきなり初登場5位と自身初のオリコンチャートTOP10入りを果たした。翌週には最高位2位を記録、その後も10週連続でTOP5以内をキープするロングセラーとなり、ミリオンヒットになった。
当初はデビューシングルの売上不振のため事務所からスタジオコーラスに戻るように言われ大黒のレコーディングチームが解散となったところへ個人的にお世話になっていた人物により「明日の昼までにCM曲を頼みたい」と依頼された。
そこで同期のアシスタントやアレンジャーに無理を言って手伝ってもらい、一夜で完成させた結果、CM曲として採用された。
ここまでは事務所を通しておらず、CMのオンエアが始まったと同時にビーイングに問合せが相次ぎ「お前は勝手に何をやってるんだ」と怒られたエピソードがある。
発売日前夜に大黒は、このシングルCDがミリオンセールスを記録する夢を見ていたという。
カップリングの「Good-Luck Woman」は、今までどのアルバムにも未収録状態となっていたが、2016年に発表されたオールタイム・ベストアルバム『Greatest Hits 1991-2016 〜All Singles +〜』内の【BIG盤】に初めて収録された。

## 収録曲
1. DA・KA・RA
作詞・作曲：大黒摩季　編曲：葉山たけし
東洋水産 マルちゃん HOT NOODLE CMソング
2. Good-Luck Woman
作詞・作曲：大黒摩季　編曲：葉山たけし
3. DA・KA・RA （オリジナル・カラオケ）

## 参加ミュージシャン
- 葉山たけし（Guitar&Programming）
- 小野塚晃（Piano）
- 勝田一樹（Sax）
- Naoki”J”Yomogida（Rec & Mix Engineer）

## 収録アルバム
「DA・KA・RA」
- DA・DA・DA
- BACK BEATs ＃1（イントロのキーボードソロが若干長くなるなどの変更を受けたリミックスバージョン。）
- MAKI OHGURO BEST OF BEST〜All Singles Collection〜
- complete of 大黒摩季 at the BEING studio
- BEST OF BEST 1000 大黒摩季
- LUXURY 22-24pm（セルフカバーバージョン。）
- Greatest Hits 1991-2016 〜All Singles +〜

「Good-Luck Woman」
- Greatest Hits 1991-2016 〜All Singles +〜（【BIG盤】のみ）